# Cesius adustus
Cesius adustus là một loài rêu tản trong họ Gymnomitriaceae. Loài này được (Nees) Lindb. miêu tả khoa học lần đầu tiên năm 1886.